# چیت‌چت
چیت‌چت یک سرویس گیرنده پیام فوری منبع باز برای Mac OS X بود که توسط پروتکل یاهو مسنجر پشتیبانی می‌شد. این پیامرسان کاربران را قادر می‌سازد تا از طریق یاهو جهانی با یکدیگر چت کنند! آخرین نسخه سیستم چت، چیت‌چت ۱٫۲، دارای رابط کاربری پیشرفته‌تر، بهبود سرعت، پشتیبانی از کتاب آدرس، قالب‌بندی مجدد IM، سیستم رویدادهای بهبودیافته و رفع اشکال‌های متعدد بود. چیت‌چت در محیط برنامه‌نویسی REALBasic برنامه‌ریزی شد.